# EC Democrata
EC Democrata, ook bekend als Democrata de Governador Valadares is een Braziliaanse voetbalclub uit Governador Valadares, in de deelstaat Minas Gerais.

## Erelijst
Taça Minas Gerais
1981